# Vasil Papp
Vasil Papp (20. listopadu 1919 Berehovo – ?), později známý jako Ladislav Papp, byl rusínský fotbalista, který nastupoval jako útočník a obránce.

## Hráčská kariéra
V československé lize hrál za Jednotu Košice (1945–1946), aniž by skóroval. Do Košic přišel společně s Cebekem Čančinovem z SK Rusj Užhorod, kde hráli za Horthyovského Maďarska druhou nejvyšší soutěž. Z Košic odešel do Michalovců, kde byl na konci 40. a začátkem 50. let 20. století jednou z vůdčích osobností mužstva.

### Prvoligová bilance
| Ročník             | Zápasy | Góly | Minuty | Klub           |
| ------------------ | ------ | ---- | ------ | -------------- |
| I. liga 1945/46    | –      | 0    | –      | Jednota Košice |
| CELKEM I. ČS. LIGA | –      | 0    | –      |                |